# Rorea aucklandensis
Rorea aucklandensis är en spindelart som beskrevs av Forster och Wilton 1973. Rorea aucklandensis ingår i släktet Rorea och familjen Amphinectidae. Inga underarter finns listade i Catalogue of Life.